# Wuling Hongguang Plus
Wuling Hongguang Plus — компактвэн, выпускающийся с сентября 2019 года подразделением SAIC-GM-Wuling.

## Описание
Hongguang Plus является крупнейшим флагманским минивэном в модельном ряду SAIC-GM-Wuling. Он имеет угловатый дизайн, с обширной шестиугольной радиаторной решёткой, высоко расположенными фарами и большой площадью остекления кузова.
Вместимость автомобиля составляет 7 мест. Салон был приспособлен для перевозки 6 пассажиров на независимых сиденьях с собственной регулировкой и подлокотниками, прикреплёнными к краю спинки, которые были размещены ещё в 3 рядах. Приборная панель, в свою очередь, была выполнена в минималистском дизайне, с центральным сенсорным экраном мультимедийной системы.

## Технические характеристики
Wuling Hongguang Plus оснащён 1,5-литровым четырёхцилиндровым бензиновым двигателем мощностью 150 л. с. и крутящим моментом 245 Н⋅м в паре с шестиступенчатой механической трансмиссией. Платформа — CN150.